# Copenhagen Towers 1996
Questa voce raccoglie le informazioni riguardanti i Copenhagen Towers nelle competizioni ufficiali della stagione 1996.

## Euro Cup 1996

### Stagione regolare
| Gentofte 1996 | Copenhagen Towers | 14 – 50 | Rotterdam Trojans | Gentofte Sportspark |

| 1996 | Vålerenga Trolls | 41 – 20 | Copenhagen Towers |  |

| 1996 | Rotterdam Trojans | ? – ? | Copenhagen Towers |  |

| Gentofte 1996 | Copenhagen Towers | - – - | Vålerenga Trolls | Gentofte Sportspark |

## Statistiche di squadra
| Competizione         | %Vittorie | In casa | In casa | In casa | In casa | In casa | In casa | In trasferta | In trasferta | In trasferta | In trasferta | In trasferta | In trasferta | Totale | Totale | Totale | Totale | Totale | Totale |
| Competizione         | %Vittorie | G       | V       | N       | P       | Pf      | Ps      | G            | V            | N            | P            | Pf           | Ps           | G      | V      | N      | P      | Pf     | Ps     |
| -------------------- | --------- | ------- | ------- | ------- | ------- | ------- | ------- | ------------ | ------------ | ------------ | ------------ | ------------ | ------------ | ------ | ------ | ------ | ------ | ------ | ------ |
| EC Stagione regolare | .000      | 1       | 0       | 0       | 1       | 14      | 50      | 1            | 0            | 0            | 1            | 20           | 41           | 2      | 0      | 0      | 2      | 34     | 91     |
| Totale               | .000      | 1       | 0       | 0       | 1       | 14      | 50      | 1            | 0            | 0            | 1            | 20           | 41           | 2      | 0      | 0      | 2      | 34     | 91     |